# Jadwiga Grabowska
Jadwiga Grabowska z domu Seydenbeutel (ur. 1898 w Warszawie, zm. 28 grudnia 1988 tamże) – projektantka mody, w latach 1958–1968 dyrektorka artystyczna państwowego przedsiębiorstwa „Moda Polska”.  

## Życiorys

### Życie prywatne
Pochodziła z zamożnej rodziny żydowskiej, była córką Stanisława i Pauliny z domu Eber Seydenbeutelów, siostrzenicą architekta Edwarda Zachariasza Ebera. Ojciec był przedsiębiorcą budowlanym. Do rodziny Seydenbeutelów należało kilka kamienic w Warszawie, przy m.in. Marszałkowskiej 63, Marszałkowskiej 44a, Żurawiej 24a. Sami Seidenbeutlowie mieszkali w kamienicy przy Marszałkowskiej 63, zwanej domem „Pod Syrenami”. 
Ukończyła Zakład Naukowy Zofii Sierpińskiej oraz pensję w 1918 r., i w dwuletnią Szkołę Dziennikarską Wincentego Kosiakiewicza. 
Była żoną piłkarza Polonii Warszawa, później dziennikarza sportowego, Tadeusza Grabowskiego (ur. 2.10.1899, zm. 18.02.1985).

### Kariera zawodowa
W czasach przedwojennych była właścicielką salonu mody, w 1939 roku została redaktorką w czasopiśmie „Kobieta w Świecie i w Domu”. Nie są dokładnie znane losy rodziny w czasie okupacji. Rodzice po zmianie nazwiska na Starzyński, ukrywali się pod Warszawą. Po wojnie założyła w Warszawie przy Marszałkowskiej 44a w 1946 prywatny dom mody „Feniks”. W 1947 roku przebywała we Francji i Wielkiej Brytanii, by obejrzeć pierwsze po wojnie kolekcje wielkich domów mody oraz odnowić kontakty sprzed 1939 roku. W styczniu 1947 rozpoczęła (pod naciskiem władz) likwidację swojego domu mody. Wraz z personelem przeszła do firmy Krystyna Różycka i Spółka. Firma ta współpracowała z Ministerstwem Spraw Zagranicznych. W 1950 roku i ten zakład został przejęty przez władze i wcielony do Centrali Przemysłu Ludowego i Artystycznego. W 1953 roku objęła funkcję kierowniczki nadzoru artystycznego Zakładów Konfekcyjnych CPLiA.   
W 1953 roku Grabowska została członkinią Komisji Organizacyjnej do spraw Pokazu Mody na Targach Lipskich, które następnie wielokrotnie zmieniało nazwę, ale personel pozostawał ten sam. Na koniec istnienia nosiło nazwę Biuro Mody Ewa.   
We wrześniu 1958 r. Biuro Mody Ewa połączyło się z przedsiębiorstwem Gallux-Hurt tworząc Modę Polską. Jadwiga Grabowska objęła stanowisko dyrektora artystycznego. Korzystając ze swojego statusu, mogła często wyjeżdżać do Paryża i innych ośrodków kształtowania mody światowej, dzięki czemu kierowane przez nią przedsiębiorstwo szybko reagowało na trendy w modzie. Potrafiła skłonić państwowy przemysł tekstylny do produkcji modnych tkanin. W trakcie pracy Grabowskiej na rzecz Mody Polskiej przedsiębiorstwo wystawiało swoje kolekcje na pokazach mody na całym świecie.  
W 1968 została przeniesiona na emeryturę. Jej odejście z Mody Polskiej jest jednakże owiane tajemnicą i niejasne. Wiele osób współpracujących z Grabowską oraz historycy twierdzą, że mogło to mieć podłoże polityczne. Od tego czasu rozpoczął się upadek przedsiębiorstwa, które zostało ostatecznie zlikwidowane w 1998. 
Po odejściu z „Mody Polskiej” współpracowała z Przedsiębiorstwem Krawiecko-Kuśnierskim Stołecznego Przemysłu Terenowego „Ambasador”, Zakładem Przemysłu Odzieżowego CORA. W latach siedemdziesiątych sprawowała nadzór artystyczny w Zakładzie Wzornictwa Mody „Modny Strój”. 
Chociaż lansowała modę awangardową, sama ubierała się konserwatywnie. Stale nosiła turbany i kostiumy o klasycznym kroju.
We wspomnieniach współpracowników jawi się jako „obyta w świecie dama, ale też jako wymagająca szefowa, pewna siebie, uparta, jasno wyrażająca swoje zdanie”.

## Odznaczenia i nagrody
- Krzyż Kawalerskim Orderu Odrodzenia Polski[11]
- Srebrny Krzyż Zasługi[11]